# Levy megye
Levy megye az Amerikai Egyesült Államokban, azon belül Florida államban található. Megyeszékhelye Bronson, legnagyobb városa Williston. Lakosainak száma 42 915 fő (2020. április 1.). Levy megye Gilchrist, Alachua, Marion, Citrus és Dixie megyékkel határos.

## Népesség
A megye népességének változása:
| Lakosok száma | 40 710 | 40 244 | 39 968 | 39 644 | 39 832 | 42 915 |
|               | 2010   | 2011   | 2012   | 2013   | 2015   | 2020   |